# Білоцерківська Вероніка Борисівна
Вероніка Борисівна Білоцерківська (нар.. 25 червня 1970, Одеса, УРСР, СРСР) — російська журналістка, медіаменеджерка, блогерка, телеведуча, видавець і підприємець, авторка популярних кулінарних книг. Видавець журналу «Собака.ru». Власниця кулінарної школи на півдні Франції. Лауреатка премії «Медіаменеджер Росії» 2004 року в номінації «Журнали».

## Біографія
Народилася 25 червня 1970 року в місті Одеса в сім'ї інженера та вчительки російської мови. Незабаром після появи дочки батьки перебралися до Ленінграда, де й пройшли дитинство та юність Нікі. Навчалася у фізико-математичній школі № 239.
Навчалася в Ленінградському технологічному інституті. Захопилася мультиплікацією та вступила на Вищі режисерські курси за спеціальностями режисера-аніматора та художника-постановника на курс Юрія Норштейна.
До 2003 року займалася в основному ринком телевізійної реклами, співвласник та генеральний директор агенції «Тренд Санкт-Петербург». Володіла журналами «Time Out Москва» та «Time Out Петербург» до продажу їх у 2014 році медіахолдингу «С-Media»
На телеканалі «Домашній» виходить відеоверсія кулінарних рецептів Вероніки Білоцерківської. У лютому 2014 року на каналі СТС вийшов телевізійний фільм «Пропрованс. Драматичні історії» за участю Білоцерківської.
У 2014 році Вероніка Білоцерківська знялася в іронічному відеокліпі гурту «Ленінград» «Патріотка» .

## Кримінальна справа
У березні 2022 року Головним слідчим управлінням Слідчого комітету Російської Федерації стосовно Вероніки Білоцерківської було порушено кримінальну справу за пунктом «д» частини 2 статті 207.3 КК РФ (публічне поширення за мотивами політичної ненависті або ворожнечі під виглядом достовірних повідомлень завідомо неправдивої інформації про дії. Федерації) [Архівовано 19 квітня 2022 у Wayback Machine.]. За даними слідства, у березні 2022 року на своїй публічній сторінці в соціальній мережі Інстаграм розмістила кілька записів, де «під виглядом достовірних повідомлень у них містилися свідомо неправдиві відомості про використання Збройних Сил Російської Федерації для знищення міст та цивільного населення України, зокрема дітей, у ході проведення спеціальної військової операції на території зазначеної держави» і цим «дискредитувала органи державної влади та Збройні сили Російської Федерації». Відомство також зазначило, що оскільки Білоцерківська "знаходиться поза межами Російської Федерації, у зв'язку з цим вирішується питання про оголошення її в міжнародний розшук". Газета «Комерсантъ» у зв'язку з цим зазначила, що Білоцерківська стала однією з перших, кого притягнули до кримінальної відповідальності після ухвалення « закону про фейки». Сама Білоцерківська дізналася про кримінальну справу "з Telegram-каналів", оскільки не отримувала від Слідчого комітету Російської Федерації жодних повідомлень.
6 лютого 2023 року Білоцерківська була заочно засуджена до дев’яти років позбавлення волі із забороною керувати веб-сайтом протягом наступних п’яти років після закінчення терміну ув’язнення.

## Особисте життя
Була одружена з художником Яном Антонишевим (група «Старе місто»), кілька років носила прізвище Антонишева; є син від цього шлюбу. Наступним чоловіком став підприємець Борис Білоцерківський. Разом вони виховували п'ятьох дітей: двох спільних синів, сина Ніки та двох синів Бориса від попередніх стосунків. Наприкінці 2017 року, після 17 років шлюбу, розлучилися.
Проживає у Франції.

## Видання
- Рецептыши — Издательская группа Аттикус, КоЛибри — 2009 (ISBN 978-5-389-00722-2)
- Диетыши — КоЛибри — 2010 (ISBN 978-5-389-00805-2, 978-5-389-01142-7)
- Про еду. Про вино. Прованс — Эксмо — 2011 (ISBN 978-5-699-53546-0)
- Гастрономические рецептыши. — Эксмо — 2012 (ISBN 978-5-699-58598-4)[19][20][21][22]
- Сделано в Италии. Гастрономические рецепты. В двух томах. — Эксмо — 2013 (ISBN 978-5-699-66869-4)

Книги «Гастрономічні рецепти» та «Зроблено в Італії» вийшли також в електронних версіях у вигляді мобільних додатків.

## Відгуки про книги
Перша книга Вероніки Білоцерківської — «Рецептиші» — викликала масу відгуків, як позитивних, так і негативних.
Рецензенти відзначали в книгах простоту і зрозумілість рецептів, хоч і екзотичність деяких продуктів, «логічну та зрозумілу послідовність простих дій», якість авторських світлин. Але більше уваги ЗМІ приділяли не змісту книг, а проведенню презентацій як помітним подіям світської хроніки .